# Lago Engaño
El lago Engaño es un lago de origen glacial andino ubicado en el oeste de la provincia del Chubut, en el departamento Languiñeo, Patagonia argentina.

## Geografía
El lago Engaño ocupa el centro de un valle de origen glacial situado en los Andes, que incluye al Lago Falso Engaño que ocupa la porción occidental. El lago es de forma oval y se extiende de este a oeste con una longitud de 2,5 km y un ancho promedio de 1,5 km. Se ubica aproximadamente 3 km al norte del Lago General Vintter/Palena. La loalidad más cercana es Río Pico.
El lago está rodeado por un hermoso bosque andino patagónico, que consiste principalmente de lenga (Nothofagus pumilio) y el ñire (Nothofagus antarctica). Al norte está dominado por las cumbres nevadas del Cerro Cóndor (de 2011 metros de altura sobre el nivel del mar).

## Hidrología
En la costa norte, el lago recibe agua de la desembocadura de la laguna Cóndor situada en altitud en el Cerro Cóndor.
Su efluente es el Lago Falso Engaño, situado a 1,2 km al norte-oeste. Al igual que el lago Berta inferior, el lago Engaño es un componente importante del río Engaño, un afluente del río Carrenleufú/Palena en su margen izquierda.

## Pesca
El lago es conocido por su riqueza en salmónidos. Se puede pescar truchas de varios kilos, especialmente la trucha arco iris (Oncorhynchus mykiss) y la trucha de arroyo (Salvelinus fontinalis).